# アルゼンチンのスポーツ
アルゼンチンのスポーツでは、アルゼンチンにおけるスポーツ事情について記述する。

## オリンピック
アルゼンチンが、これまで最も多くメダルを獲得した夏季オリンピックは、1928年アムステルダム大会と1936年ベルリンと1948年ロンドン大会の7個であり、最も多くのメダルを獲得した夏季大会競技はボクシングの24個である。その一方で、冬季オリンピックでのメダル獲得はまだない。

## 団体競技

### サッカー
アルゼンチン国内ではサッカーが圧倒的に1番人気のスポーツとして君臨しており、世界に名だたるサッカー大国としてディエゴ・マラドーナとリオネル・メッシの両雄を筆頭に、サッカー史上に残る名選手を数多く輩出している。マラドーナやメッシ以外にも著名な選手として、ディエゴ・シメオネ、ハビエル・サネッティ、ワルテル・サムエル、フアン・ロマン・リケルメ、セルヒオ・アグエロ、アンヘル・ディ・マリア、ラウタロ・マルティネスなど数多くのアルゼンチン人が、ヨーロッパのビッグクラブで活躍し歴史を彩って来た。
アルゼンチンサッカー協会（AFA）によって構成されるサッカーアルゼンチン代表は、FIFAワールドカップ出場の常連国であり優勝3回・準優勝3回を誇り、ブラジル代表と並ぶ南米の強豪として世界中に知れ渡っている。アルゼンチンは、初の自国開催となった1978年ワールドカップで大会初優勝を果たしている。コパ・アメリカにおいては、ウルグアイ代表と並んで大会最多15度の優勝に輝いている。さらにU-23アルゼンチン代表はオリンピック出場の常連国であり、2004年アテネ五輪と続く2008年北京五輪で「6戦全勝での連覇」を達成している。
1891年には国内リーグのプリメーラ・ディビシオンが創設され、1986年には下部リーグのプリメーラB・ナシオナルも開始された。主なクラブとしては、リーベル・プレート、ボカ・ジュニアーズ、ラシン・クルブ、エストゥディアンテス、サン・ロレンソなどが挙げられる。さらに南米大陸のクラブ王者を決めるコパ・リベルタドーレスでは、インデペンディエンテが大会最多となる7度の優勝を遂げている。

### バスケットボール

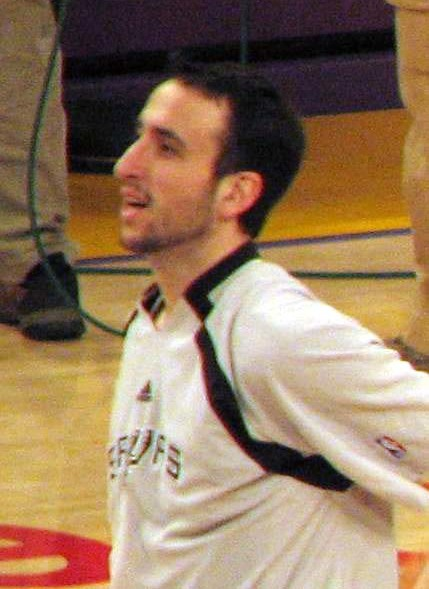
マヌ・ジノビリ

20年程前から一貫した育成強化を始め、90年代半ば頃から急激に強さを増し、現在はアメリカやスペインと並ぶ世界屈指の強豪国として知られるようになった。近年数多くのNBA選手や名選手を輩出しており、中でもマヌ・ジノビリはユーロリーグとNBAで優勝、さらにオリンピックで金メダルを獲得した唯一の選手であり、アルゼンチンのバスケットボール史上最も成功を収めた選手と言われている。
ジノビリの他にも、ルイス・スコラやアンドレス・ノシオーニ、ファブリシオ・オベルトやカルロス・デルフィーノ、ウォルテル・エルマン、ペペ・サンチェス、ニコラス・ラプロビットラ、ニコラス・ブルッシーノといった数多くのNBA選手を輩出している。
代表はこれまでにオリンピック出場7回、世界選手権出場13回を誇る。2004年アテネ五輪で1992年にアメリカがドリームチームを結成して以来初めてアメリカ以外の国で金メダルを獲得。2008年北京五輪ではエースのジノビリを怪我で欠くも、銅メダルを獲得し2大会連続で表彰台に立った。世界選手権では記念すべき第1回大会に開催国として出場し優勝した。2002年にはジノビリらの活躍で銀メダルを獲得。アメリカ選手権では、金メダル2個、銀メダル5個、銅メダル5個を獲得している。
国内にはLNBと呼ばれるプロバスケットボールリーグがある。多くの有名選手が10代をこのリーグで育ち、20歳以降にスペインリーグやセリエAなどの欧州の名門リーグへ移籍し、そしてNBAへと渡っていく。

### ラグビー
ラグビーは、ロス・プーマスの愛称で親しまれているアルゼンチン代表が強豪国を破る実力をつけてきている。伝統的に屈強のフォワードと意外性のあるバックスの選手を輩出している。また、フアン・マルティン・エルナンデス、イグナシオ・コルレト、アガスティン・ピチョットらが非常に人気選手であり、彼らはフランスの強豪スタッド・フランセ・パリで活躍している。
1999年のワールドカップ（W杯）ではベスト8に進出、スタンドオフのゴンサロ・ケサダが安定したキックで得点王に輝いた。2007年大会では開催国フランス代表を2度下し、3位に輝いた。2015年大会でもベスト4入りしている。

## 個人競技

### 競馬

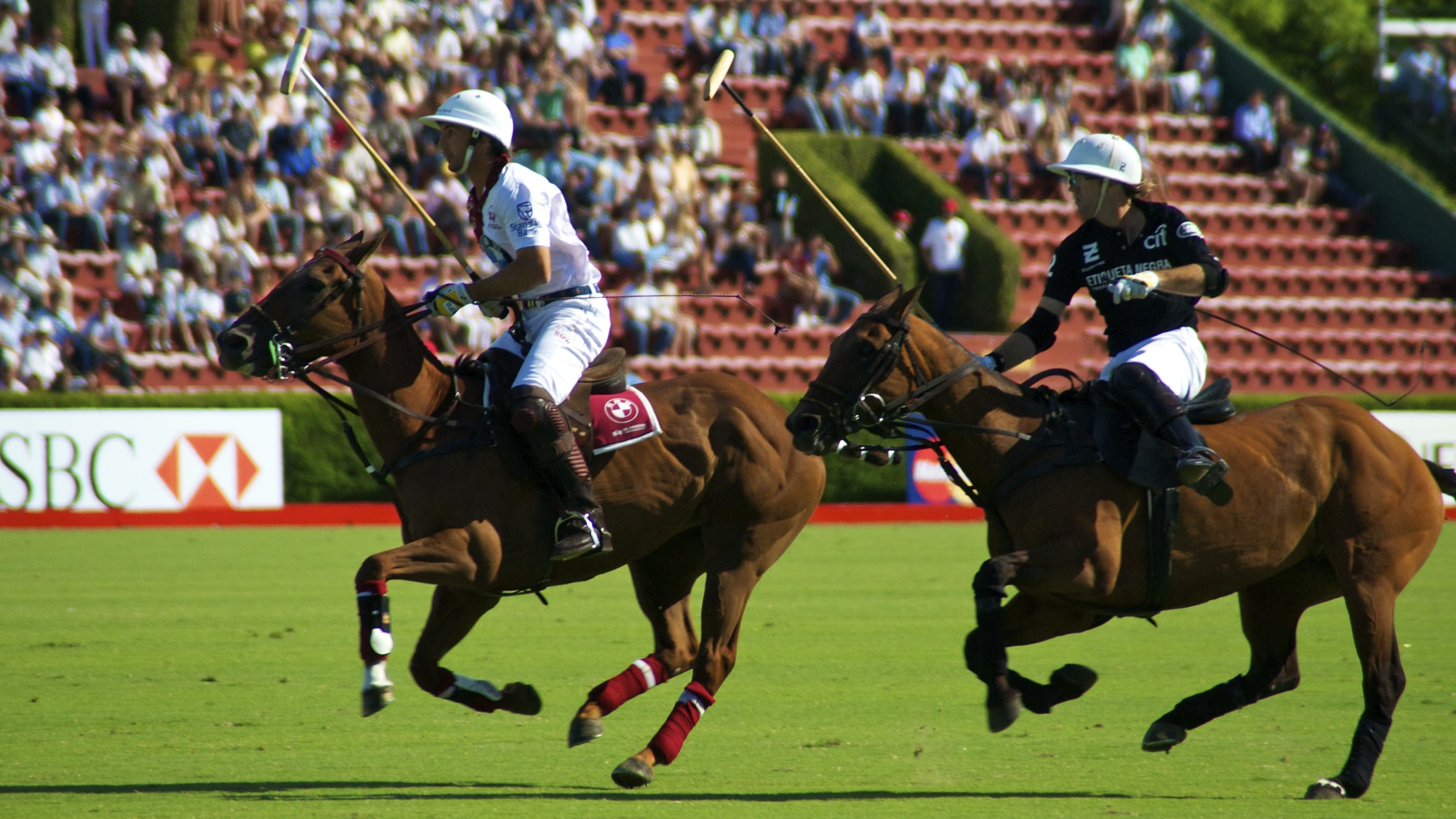
アルゼンチンのポロトーナメント

アルゼンチンは、南米諸国の中で最も競馬が盛んな国としても知られている。日本でも1963年より中央競馬において『アルゼンチン共和国杯』が行われている。

### テニス
1970年代から現在に至るまで世界のテニス界をリードする存在である。70年代後半のギリェルモ・ビラスをはじめ、男女問わず数多の名選手を輩出しており、2004年の全仏オープンテニスにおいては史上初のアルゼンチン勢同士の決勝戦が実現した。特に男子は南米随一の強国として知られ、ランキング上でもATPによる73年のツアー制度施行からシングルスの年間ランキングにおいてトップ100入り選手がいなかった年は2008年現在まで1度もない。
また、選手層の厚さでも知られており、年間ランキングトップ100入りした選手が1人だけだった年も1973年、1977年、1994年、1997年の僅か4回、2007年度にはランキング9位のダビド・ナルバンディアンを筆頭に過去最多の総勢11名もの選手が年間トップ100にランクインしている。また、デビスカップにおけるデビスカップアルゼンチン代表は最上位カテゴリであるワールドグループの常連国であり、2016年大会では念願の初優勝を果たした。

### モータースポーツ
富裕層を中心にモータースポーツも人気がある。フアン・ペロンやエバ・ペロンも楽しんだという。過去には、F1草創期の世界チャンピオン、ファン・マヌエル・ファンジオやカルロス・ロイテマンなど多数のレーシングドライバーを輩出している。F1アルゼンチングランプリも途中中断期間を挟みながら、1950年代から1990年代に至るまで断続的に開催された。現在は世界ラリー選手権 (WRC) の一戦「ラリー・アルゼンチン」やフォーミュラEのブエノスアイレス市街地戦が開催されている。 
また近年では、アフリカ大陸の政情・テロに関する不安などの要因から、2009年からしばらくの間ダカール・ラリーがアルゼンチンを通るルートになっていたほか、WTCC→WTCRも過去に開催されていた。国内選手権としては世界レベルのツーリングカーレーサーを輩出しているスーパーTC2000、吉本大樹も参戦したトップレースV6、最古の歴史を持つツーリスモ・カルテラなどのいわゆる『箱車』のレースが最も人気がある。また、F3以下のレベルの地域フォーミュラも多数開催されている。

### ボクシング
ボクシングにおいても、70年代の世界ミドル級王座に長期政権を築いた名王者カルロス・モンソン、アルゼンチン初の世界王者でフライ級のパスカル・ペレス、60年代のWBA・WBC世界フライ級王者オラシオ・アカバリョ、スーパーライト級の世界王者ニコリノ・ローチェらを輩出している。また2000年代にもフライ級でオマール・ナルバエスが長期政権を築いている。なお、女子ボクシングも盛んな国のひとつであり、マルセラ・アクーニャ、ジェシカ・ボップ、エリカ・ファリアスら女子世界王者も輩出している。